# 室雄二
室 雄二（むろ ゆうじ、1949年4月30日 - ）は、元報知新聞社取締役編集局長。

## 略歴
大阪市住吉区生まれ。梅田アーケードで玩具商を営む家の二人兄弟の次男。遠里小野小ー三稜中ー堺ー法政大。1975年、報知新聞社入社。2000年2月から2001年3月まで文化社会部長時代に読売テレビバラエティー番組『週刊えみぃSHOW』にコメンテーターとしてレギュラー出演。ＭＣは上沼恵美子、三田村邦彦、リポーター梨元勝、川内朋子、井上公造らと芸能界の裏ネタを暴露して人気を得る。同番組は日曜朝にもかかわらず二桁視聴率を獲った。文化社会部長から野球、スポーツを専門とする運動部長に異動。そのため降板した（後任は文化社会部記者の後藤洋平
2002年東京本社写真部長、運動部長、社会部長、編集局次長を歴任。2006年、大阪社移転などで指揮をとる取締役総務局長に就任。2009年、東京本社取締役編集局長に就任。2011年6月、大阪本社常務取締役代表に就任後、顧問などを経て2013年6月退任。フリージャーナリストへ。